# Recilia vetus
Recilia vetus är en insektsart som beskrevs av Knight 1975. Recilia vetus ingår i släktet Recilia och familjen dvärgstritar. Inga underarter finns listade i Catalogue of Life.